# Ротенбург (Люцерн)
Ротенбург (нем. Rothenburg LU) — коммуна в Швейцарии, в кантоне Люцерн. 
Входит в состав округа Хохдорф. Население 6 991 человек ( по состоянию на 31 декабря 2007). Официальный код — 1040.

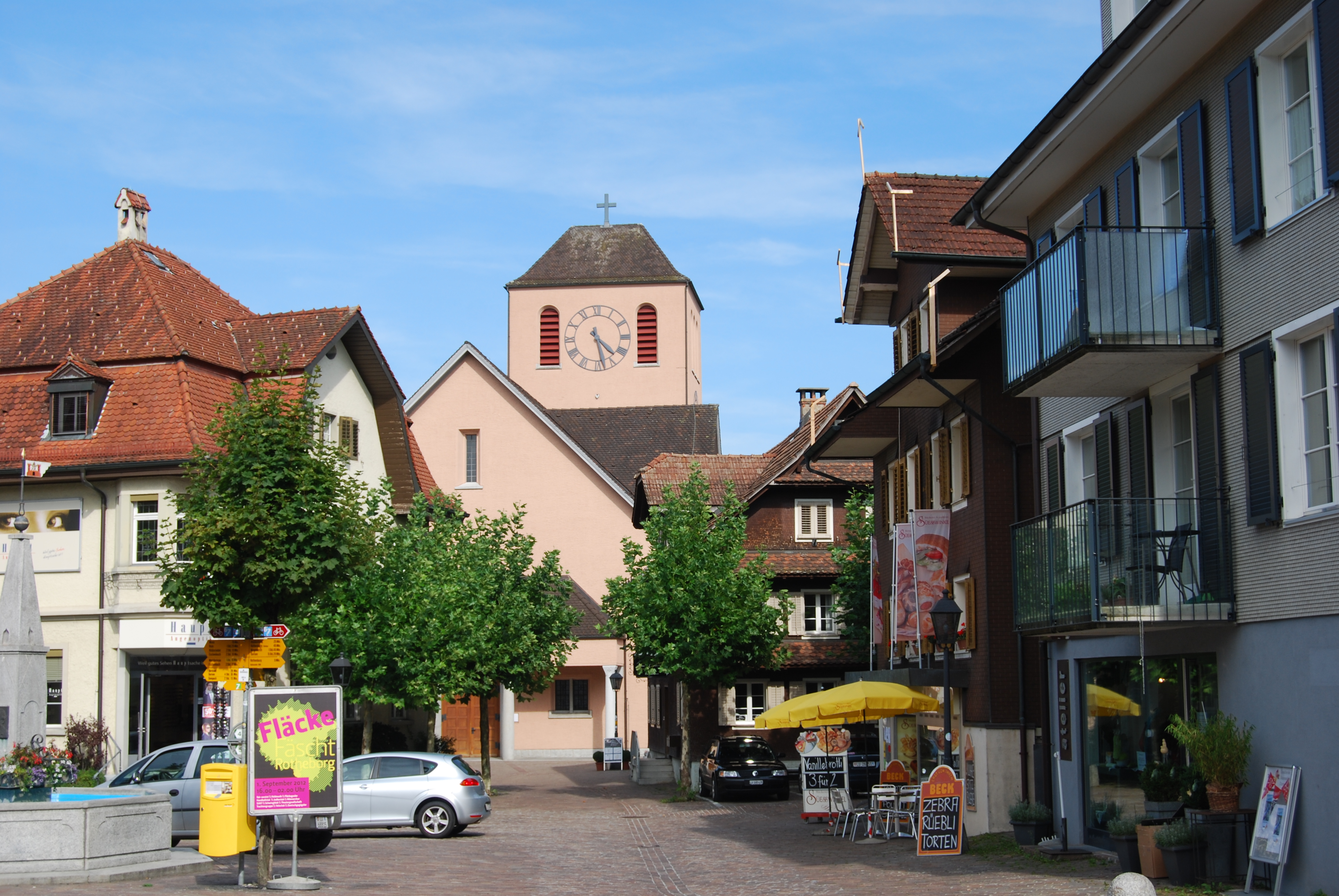
Ротенбург